# François Sylla
François Sylla (* 9. April 1972 in Siboty) ist ein guineischer römisch-katholischer Geistlicher und Koadjutorerzbischof mit besonderen Vollmachten von Conakry.

## Leben
François Sylla besuchte das Knabenseminar und absolvierte anschließend das Propädeutikum in Kindia. Er studierte Philosophie und Theologie am Priesterseminar Saint Augustin de Samaya in Bamako in Mali. Am 20. November 2004 empfing er das Sakrament der Priesterweihe für das Erzbistum Conakry.
Nach der Priesterweihe war er zunächst Pfarrvikar an der Kathedrale von Conakry. Von 2007 bis 2010 studierte er an der Theologischen Fakultät Lugano und erwarb den Master in vergleichendem Recht der Religionen. Von 2011 bis 2013 studierte er in Rom und wurde an der Päpstlichen Lateranuniversität in Kanonischem Recht promoviert. Während seiner Studien war zudem von 2007 bis 2011 in Induno Olona im Erzbistum Mailand in der Pfarrseelsorge tätig. Ab 2013 war er Kanzler der Kurie des Erzbistums und seit 2015 zusätzlich Offizial sowie Präsident des Metropolitangerichts von Conakry. Ab 2017 war er Studienpräfekt und ab 2020 Regens des Priesterseminars Benedikt XVI. in Kendoumayah. Von 2018 bis 2022 war er außerdem Präsident der Klerusvereinigung von Guinea.
Papst Franziskus ernannte ihn am 11. Mai 2024 zum Koadjutorerzbischof mit besonderen Vollmachten von Conakry. Der Apostolische Nuntius in Guinea, Erzbischof Jean-Sylvain Emien Mambé, spendete ihm am 8. Juni desselben Jahres in der Kathedrale von Conakry die Bischofsweihe. Mitkonsekratoren waren der Erzbischof von Conakry, Vincent Coulibaly, und der Bischof von Nzérékoré, Raphaël Balla Guilavogui.